# Талија (биљка)
Талија (Parnassia palustris) обично се назива и Златникова бела трава, врста је из рода Parnassia.
То је цвет Камбрије и Садерланда у Великој Британији, и појављује се на Окружном грбу бившег округа. Име потиче из античке Грчке: очигледно је стока са планине Парнас ценила биљку; самим тим, то је била "почасна трава".

## Опис
Стабљика је усправна, једноставна и глатка висине 5—40 цм. Листови су скупљени у розету и налазе се на дугој петељци, зелене боје, понекад са љубичастим мрљама, дуги 1—4 цм и широки 10—25 мм. Цвет петочлан са белом круницом. 